# Aparescus praecox
Aparescus praecox là một loài bọ cánh cứng trong họ Cerambycidae.